# Mikroregion Odersko
Mikroregion Odersko je svazek obcí v okresu Nový Jičín, jeho sídlem jsou Odry a jeho cílem je vzájemná spolupráce, obnova a rozvoj venkovských sídel, rozvoj venkovské infrastruktury, rozvoj místního průmyslu, rozvoj zemědělství a ochrana životního prostředí, zviditelnění zájmového území rozvojem cestovního ruchu, spolupráce na destinačním managementu sub-regionu POODŘÍ. Sdružuje celkem 10 obcí a svoji činnost zahájil v roce 2002.

## Obce sdružené v mikroregionu
- Heřmanice u Oder
- Heřmánky
- Jakubčovice nad Odrou
- Luboměř
- Mankovice
- Odry
- Spálov
- Vražné
- Jeseník nad Odrou
- Kunín